# Experiência de Fizeau

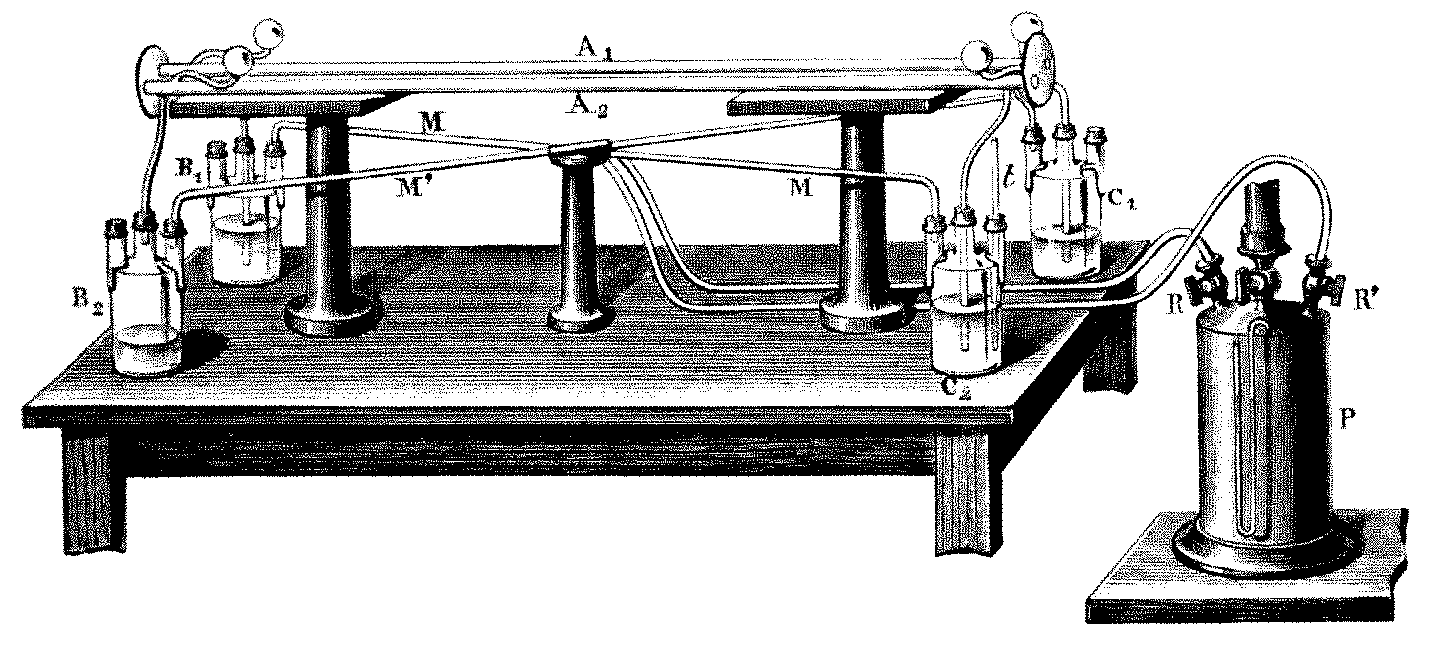
Figura 1. Aparelho usado no experimento Fizeau

A Experiência de Fizeau ou o experimento Fizeau foi realizado por Hippolyte Fizeau em 1851 para medir as velocidades relativas da luz na água em movimento. Fizeau usou um arranjo especial de interferômetro para medir o efeito do movimento de um meio sobre a velocidade da luz.
De acordo com as teorias prevalecentes na época, a luz viajando através de um meio em movimento seria arrastada pelo meio, de modo que a velocidade medida da luz seria uma simples soma de sua velocidade através do meio mais a velocidade do meio. Fizeau de fato detectou um efeito de arrasto, mas a magnitude do efeito que observou foi muito menor do que o esperado. Quando ele repetiu o experimento com ar no lugar de água, não observou nenhum efeito. Seus resultados aparentemente apoiaram a hipótese de arrasto éter parcial de Fresnel, uma situação que foi desconcertante para a maioria dos físicos. Mais de meio século se passou antes que uma explicação satisfatória da medição inesperada de Fizeau fosse desenvolvida com o advento de Teoria da relatividade especial de Albert Einstein. Einstein posteriormente apontou a importância do experimento para a relatividade especial, em que corresponde à fórmula relativística de adição de velocidade quando restrito a pequenas velocidades.
Embora seja conhecido como o experimento Fizeau, Fizeau foi um experimentador ativo que realizou uma ampla variedade de experimentos diferentes envolvendo a medição da velocidade da luz em várias situações.

## Configuração experimental

Figura 2. Representação altamente simplificada do experimento de Fizeau.

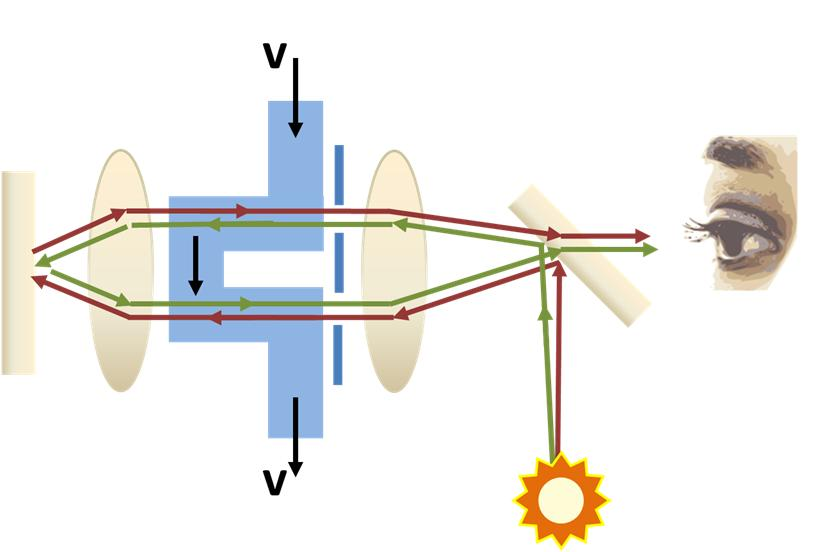
Figura 3. Configuração do interferômetro no experimento Fizeau (1851)

Uma representação altamente simplificada do experimento de Fizeau de 1851 é apresentada na Fig. 2. A luz que entra é dividida em dois feixes por um divisor de feixe (BS) e passa por duas colunas de água fluindo em direções opostas. Os dois feixes são então recombinados para formar um padrão de interferência que pode ser interpretado por um observador.
O arranjo simplificado ilustrado na Fig. 2 teria exigido o uso de luz monocromática, o que teria permitido apenas franjas escuras. Por causa do curto comprimento de coerência da luz branca, o uso de luz branca teria exigido que os caminhos ópticos correspondessem a um grau impraticável de precisão, e o aparelho seria extremamente sensível à vibração, mudanças de movimento e efeitos de temperatura.Por outro lado, o aparelho real de Fizeau, ilustrado nas Fig. 3 e Fig. 4, foi configurado como um interferômetro de caminho comum . Isso garantiu que os feixes opostos passassem por caminhos equivalentes, de modo que as franjas se formassem prontamente, mesmo ao usar o sol como fonte de luz.

O duplo trânsito da luz tinha o propósito de aumentar a distância percorrida no meio em movimento e, além disso, compensar inteiramente qualquer diferença acidental de temperatura ou pressão entre os dois tubos, da qual poderia resultar um deslocamento das franjas, o que seria ser misturado com o deslocamento que o movimento sozinho teria produzido; e assim tornou a observação dele incerta.

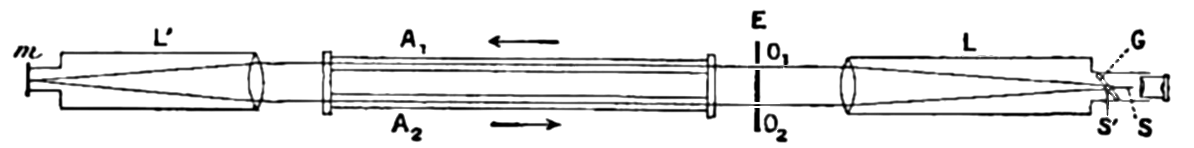
Figura 4. Configuração do Experimento Fizeau (1851)

Um raio de luz que emana da fonte S' é refletida por um divisor de feixe L e é colimada num feixe paralelo pela lente L. Depois de passar pelas fendas O1 e O2, dois raios de luz viajam pelos tubos A1 e A2, através dos quais a água flui para a frente e para trás, conforme mostrado pelas setas. Os raios refletem em um espelho m no foco da lente L′, de modo que um raio sempre se propaga na mesma direção que o fluxo de água e o outro raio oposto à direção do fluxo de água. Depois de passar para a frente e para trás pelos tubos, os dois raios se unem em S, onde produzem franjas de interferência que podem ser visualizadas pela ocular ilustrada. O padrão de interferência pode ser analisado para determinar a velocidade da luz viajando ao longo de cada perna do tubo.

## Coeficiente de arrasto de Fresnel
Suponha que a água flui nos tubos com velocidade v. De acordo com a teoria não-relativística do éter luminífero, a velocidade da luz deve ser aumentada ou diminuída quando "arrastada" pela água através da estrutura do éter, dependendo da direção. De acordo com a hipótese completa de arrasto do éter de Stokes, a velocidade total de um feixe de luz deve ser uma simples soma aditiva de sua velocidade através da água mais a velocidade da água.
Ou seja, se n é o índice de refração da água, de modo que c/n é a velocidade da luz em água estacionária, então a velocidade prevista da luz w em um braço seria
{\displaystyle w_{+}={\frac {c}{n}}+v\ ,}
e a velocidade prevista no outro braço seria
{\displaystyle w_{-}={\frac {c}{n}}-v\ .}
Portanto, a luz que viaja contra o fluxo de água deve ser mais lenta do que a luz que viaja com o fluxo de água.
O padrão de interferência entre os dois feixes quando a luz é recombinada no observador depende dos tempos de trânsito ao longo dos dois caminhos, e pode ser usado para calcular a velocidade da luz em função da velocidade da água.
Fizeau descobriu que
{\displaystyle w_{+}={\frac {c}{n}}+v\left(1-{\frac {1}{n^{2}}}\right)\ .}
Em outras palavras, a luz parecia ser arrastada pela água, mas a magnitude do arrasto foi muito menor do que o esperado.
O experimento de Fizeau forçou os físicos a aceitar a validade empírica de uma teoria mais antiga de Augustin-Jean Fresnel (1818) que havia sido invocada para explicar um experimento de 1810 de Arago, a saber, que um meio se movendo através do éter estacionário arrasta a luz que se propaga através dele com apenas uma fração da velocidade do meio, com um coeficiente de arrasto f dado por
{\displaystyle f=1-{\frac {1}{n^{2}}}\ .}
Em 1895, Hendrik Lorentz previu a existência de um termo extra devido à dispersão::15–20
{\displaystyle w_{+}={\frac {c}{n}}+v\left(1-{\frac {1}{n^{2}}}-{\frac {\lambda }{n}}\!\cdot \!{\frac {\mathrm {d} n}{\mathrm {d} \lambda }}\right)\ .}
Uma vez que o meio está fluindo em direção ou para longe do observador, a luz que viaja através do meio é deslocada pelo Efeito Doppler, e o índice de refração usado na fórmula deve ser o adequado ao comprimento de onda deslocada pelo Efeito Doppler. Zeeman verificou a existência do termo de dispersão de Lorentz em 1915.
Descobriu-se mais tarde que o coeficiente de arrasto de Fresnel está de fato de acordo com a fórmula de adição de velocidade relativística, veja a seção Derivação na relatividade especial.